# Sanaur
Sanaur è una città dell'India di 17.938 abitanti, situata nel distretto di Patiala, nello stato federato del Punjab. In base al numero di abitanti la città rientra nella classe IV (da 10.000 a 19.999 persone).

## Geografia fisica
La città è situata a 30° 18' 9 N e 76° 27' 19 E e ha un'altitudine di 252 m s.l.m..

## Società

### Evoluzione demografica
Al censimento del 2001 la popolazione di Sanaur assommava a 17.938 persone, delle quali 9.617 maschi e 8.321 femmine. I bambini di età inferiore o uguale ai sei anni assommavano a 2.171, dei quali 1.262 maschi e 909 femmine. Infine, coloro che erano in grado di saper almeno leggere e scrivere erano 11.301, dei quali 6.474 maschi e 4.827 femmine.